# Campeonato Mundial de Atletismo em Pista Coberta de 2014 - 400 m feminino
A prova dos 400 metros feminino do Campeonato Mundial de Atletismo em Pista Coberta de 2014 foi disputada entre 7 e 8 de março na Ergo Arena em Sopot, na Polônia.

## Recordes
Antes desta competição, os recordes mundiais e do campeonato nesta prova eram os seguintes:
|    | Nome                  | Nacionalidade   | Tempo  | Local          | Data                |
| -- | --------------------- | --------------- | ------ | -------------- | ------------------- |
| WR | Jarmila Kratochvílová | Tchecoslováquia | 49s 59 | Milão, Itália  | 7 de março de 1982  |
| CR | Olesya Forsheva       | Rússia          | 50s 04 | Moscou, Rússia | 12 de março de 2006 |

## Medalhistas
| Ouro                    | Prata                 | Bronze               |
| Francena McCorory (USA) | Kaliese Spencer (JAM) | Shaunae Miller (BAH) |

## Cronograma
| Data       | Hora  | Evento        |
| ---------- | ----- | ------------- |
| 7 de março | 10:05 | Eliminatórias |
| 7 de março | 20:55 | Semifinal     |
| 8 de março | 17:40 | Final         |

## Resultados

### Eliminatórias
Qualificação: 2 atletas de cada bateria  (Q) mais os 4 melhores qualificados (q).  
| Colocação | Bateria | Atleta             | Nacionalidade            | Tempo | Notas     |
| --------- | ------- | ------------------ | ------------------------ | ----- | --------- |
| 1.        | 1       | Regina George      | Nigéria                  | 51,60 | Q, SB     |
| 2.        | 3       | Shaunae Miller     | Bahamas                  | 52,10 | Q, SB     |
| 3.        | 1       | Justyna Święty     | Polónia                  | 52,13 | Q, PB     |
| 4.        | 1       | Patricia Hall      | Jamaica                  | 52,19 | q         |
| 5.        | 2       | Kaliese Spencer    | Jamaica                  | 52,26 | Q         |
| 6.        | 4       | Francena McCorory  | Estados Unidos           | 52,37 | Q         |
| 7.        | 4       | Denisa Rosolová    | Chéquia                  | 52,37 | Q, SB     |
| DSQ       | 3       | Ksienija Ryżowa    | Rússia                   | 52,47 | Q, Doping |
| 8.        | 2       | Joanna Atkins      | Estados Unidos           | 52,61 | q         |
| 9.        | 2       | Lisanne de Witte   | Países Baixos            | 52,61 | Q, PB     |
| 10.       | 1       | Margaret Adeoye    | Reino Unido              | 52,69 | q, SB     |
| 11.       | 4       | Esther Cremer      | Alemanha                 | 52,71 | q         |
| 12.       | 4       | Kineke Alexander   | São Vicente e Granadinas | 52,80 | SB        |
| 13.       | 3       | Małgorzata Hołub   | Polónia                  | 53,07 |           |
| 14.       | 2       | Shana Cox          | Reino Unido              | 53,10 |           |
| 15.       | 3       | Nicky van Leuveren | Países Baixos            | 53,34 |           |
| 16.       | 3       | Melissa Caddle     | Guiana                   | 54,56 |           |
| 17.       | 4       | Samantha Edwards   | Antígua e Barbuda        | 54,74 |           |

### Semifinal
Qualificação: classificaram-se  os 3 melhores de cada bateria (Q). 
| Colocação | Bateria | Atleta            | Nacionalidade  | Tempo | Notas  |
| --------- | ------- | ----------------- | -------------- | ----- | ------ |
| 1         | 2       | Francena McCorory | Estados Unidos | 51.35 | Q      |
| 2         | 2       | Kaliese Spencer   | Jamaica        | 51.58 | Q, PB  |
| 3         | 2       | Shaunae Miller    | Bahamas        | 51.63 | Q, SB  |
| DSQ       | 2       | Ksienija Ryżowa   | Rússia         | 51.64 | Doping |
| 4         | 1       | Patricia Hall     | Jamaica        | 52.82 | Q      |
| 5         | 1       | Justyna Święty    | Polónia        | 52.97 | Q      |
| 6         | 1       | Joanna Atkins     | Estados Unidos | 53.20 | Q      |
| 7         | 2       | Margaret Adeoye   | Reino Unido    | 53.59 |        |
| 8         | 2       | Esther Cremer     | Alemanha       | 53.60 |        |
| 9         | 1       | Denisa Rosolová   | Chéquia        | DNF   |        |
| 10        | 1       | Lisanne de Witte  | Países Baixos  | 53.12 |        |
| 11        | 1       | Regina George     | Nigéria        | DNS   |        |

### Final
A final ocorreu dia 8 de março. 
| Colocação         | Atleta            | Nacionalidade  | Tempo | Notas |
| ----------------- | ----------------- | -------------- | ----- | ----- |
| Medalha de ouro   | Francena McCorory | Estados Unidos | 51.12 |       |
| Medalha de prata  | Kaliese Spencer   | Jamaica        | 51.54 | PB    |
| Medalha de bronze | Shaunae Miller    | Bahamas        | 52.06 |       |
| 4                 | Justyna Święty    | Polónia        | 52.20 |       |
| 5                 | Patricia Hall     | Jamaica        | 52.51 |       |
| 6                 | Joanna Atkins     | Estados Unidos | 52.55 |       |

Legenda
| Recorde mundial       | Recorde mundial (World record)               |                       | Recorde africano                      | Recorde africano (African) |                                           | Q | Classificado por posição (Qualified) |
| Recorde do campeonato | Recorde do campeonato (Championship record)  | Recorde da América    | Recorde da América (Americas)         | q                          | Classificado por melhor tempo (Qualified) |   |                                      |
| Melhor marca do ano   | Melhor marca do ano (World leading)          | Recorde asiático      | Recorde asiático (Asian)              | DNS                        | Não largou (Did not start)                |   |                                      |
| Recorde nacional      | Recorde nacional (National record)           | Recorde europeu       | Recorde europeu (European)            | DNF                        | Não terminou (Did not finish)             |   |                                      |
| Recorde pessoal       | Recorde pessoal do atleta (Personal best)    | Recorde da Oceania    | Recorde da Oceania (Oceania)          | DSQ / DQ                   | Desclassificado (Disqualified)            |   |                                      |
| Recorde da temporada  | Recorde da temporada do atleta (Season best) | Recorde sul-americano | Recorde sul-americano (South America) | NM                         | Sem marca (No mark)                       |   |                                      |